# 中国医科大学
中国医科大学（英語：China Medical University）简称中国医大（CMU），是唯一以学校名义走完红军两万五千里长征全程并在长征中继续办学的院校，也是中国最早进行西医学学院式教育的医学高校之一。学校位于中国辽宁省沈阳市，为原卫生部属11所医学院校之一。其前身为中国工农红军军医学校和中国工农红军卫生学校，1931年11月创建于江西瑞金。1940年9月在延安，经毛泽东提议更名为中国医科大学。1948年11月，在沈阳合并了原国立沈阳医学院（前身为满州医科大学，1911年由日本国南满铁道株式会社建立）和原私立辽宁医学院（前身为盛京医科大学，1882年由英国国教会建立）。2000年由卫生部划转为省部共建、以辽宁省管理为主。2015年12月，改为辽宁省人民政府、国家卫生和计划生育委员会和教育部共建大学。截至2022年9月，该校总占地面积153.5万平方米。

## 历史沿革

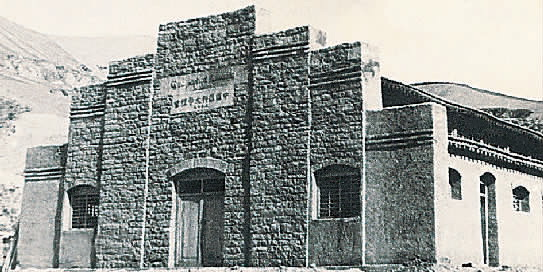
中国医科大学礼堂（延安）

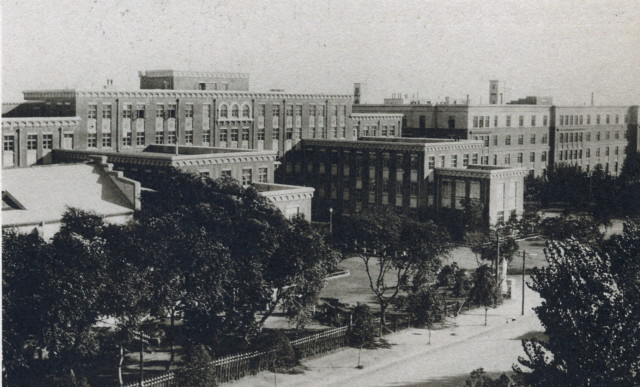
满洲医科大学附属医院主楼（现为中国医科大学附属第一医院门诊楼）

1931年5月，中共中央从上海转移到中央苏区。随中共中央转移而来的有三位学医的共产党员，他们是北京大学医学院毕业生贺诚、中山大学医学院毕业生陈志方以及上海南洋医学院毕业生彭真（彭龙伯）。
- 贺诚医生1931年11月提议中央军委建立一所红军医学院。中央军委批准了这一建议。1931年11月20日 中国工农红军军医学校在江西瑞金建立。学员政治信仰坚定、身体健康、有一定文化程度，首批招收学员19名，并招收旁听学员6名.
- 1932年2月15日 中国工农红军军医学校在江西雩都举行军医期第一期开学典礼。毛泽东为学校制定了校训：“政治坚定，技术优良”。朱德出席了开学典礼。学校资源缺乏，课程设置中没有条件开设生理学、解剖学和药理学课程。全部教学仪器只有一个人体骨架、几张图表和两台显微镜。学校强调实践教学，所以学生们经常参与战场救护，所以他们对于处理战场伤亡学得很快。他们学习的另一重点是，防治痢疾、疟疾、疥疮和腿部溃疡。多次搬迁，但是始终跟着红军总医院走，所以临床实践机会很多。学习了15个月后，19位学员得以毕业。
- 1932年10月 中央军委将中国工农红军军医学校更名为中国工农红军卫生学校。先后由贺诚、彭龙伯（彭真）、陈义厚、陈志方等任校长。1933年8月红军卫生学校转移到瑞金附近，它与傅连暲医生创办的一些小型的医学院合并。学校确立了13个月的课程体系，分析基础医学知识学习阶段、临床医学知识学习阶段和实习期。学员在瑞金的红军总医院进行临床学习和实习。此时卫生学校已经有了7台显微镜和一台X光机，还有5名生理学教师和一名外语教师。长征前共招收过4期学员，培养军医200余人，其他专业技术人员400余名。1935年10月长征到达陕北后，在瓦窑堡复学开课，王斌任校长。先后迁至吴镇、志丹、延安盐店子、甘谷驿等地。1937年4月底,迁至泾阳县云阳镇甘泽里村。
- 1937年红军改编为八路军后，红军卫校改名为“八路军卫生学校”，后赴晋察冀边区五台县等地参加平型关等战役，成为临时野战医院。平型关战役与阳明堡战役的大量伤员需要转送回边区治疗，王斌校长组织王云霖和曾育生分任院长的两个野战医院和第8、9、10三期卫校的学生，组成转运队，从五台经太行、吕梁到大宁的长途转运线，每隔五、六十里设一兵站，将1000多名伤员转运大宁县割口村,再转交第一后方医院与延安甘谷驿第二兵站医院。1938年2月，在代校长李治带领卫校第10、11期学员返回延安富县张村驿，军委卫生部的一个训练班也合并进来，并招收了第12期学员。总卫生部副部长饶正锡为该校政委，喻忠良为政治部主任。校部下设政治处、教育处、总务处，处下分设若干股，分管各项工作。在教学上分设解剖、生理、病理、微生物、药理、内、外、五官各科系。学校下设附属医院，设有内、外、耳鼻喉等科室。1938年5月，第10期学员毕业。从抗大、陕北公学、青训班调800余名知识青年调入卫校，编为军医13、14、15、16期和调剂8、9期及两个护士班，学员达到900人，编成3个大队、7个分队。学制是：军医班一年半，调剂班一年，护士班半年。1938年至1940年间，培养出498名各类医务人员。
- 1940年3月，八路军卫生学校迁至延安柳树店，改称“中国医科大学”。1940年9月改名为“八路军医科大学”，统称“医大”。设有校务委员会，王斌任校长，史书翰为副校长，饶正锡兼任政治委员，谢滋群为副政委，曲正任教育长，总务处长彭泰元，总支书记王大钧（1942年后谢滋群为政委）。校部下设政治、教育、总务3个处，政治处下设组织、宣传、保卫3个股，主管全校干部和学生的政治教育工作。教育处下设注册、出版2个股。在教学方面设有解剖、生理、细菌、病理、药理、内外科7个学系，还兼管白求恩国际和平医院的教学，总务处设有供给、管理、生产3个股。1940年10月通将军医班分成高级班第二期（1939年由20人组成的“特训班”改为高一期）和普通班第15、16、17期。这时卫校11、12、13期已经毕业，在校的学员只有14期（1941年7月毕业）。后将高一期改为15期，高二期改为16期,将普通班的15、16、17三个期分别改为17、18、19期。高级班和普通班分别上课，学制均为4年，再加上预科和临床实习，实际学习是5年。1943年，学校重新调整了班次，鉴于16期（原高二期）和17期教学进度相近，将两期合并为16期，其余编为17期（以部队老干部为主）、18期（来自延安自然科学院预科补习班和晋察冀边区白求恩卫生学校）和19期（多数来自白求恩卫生学校）。1941年1月医大还成立了研究班，大部分是由军队和地方卫生部门抽调出一些领导干部来学习。叶青山（晋察冀军区卫生部长）任班长，刘夕青（冀鲁豫军区卫生部长）任党小组长，斗争任生产小组长。其他成员有欧阳竞、李资平、靳来川（留守兵团野战医院院长）、潘世征（三五九旅卫生部长）、曾育生（陕甘宁边区留守兵团卫生部副部长）、魏明中等9人。

|                                                   | 救死扶伤，实行革命的人道主义。 |
| ——1941年7月，毛泽东为八路军医科大学14期毕业生题词 |                                |

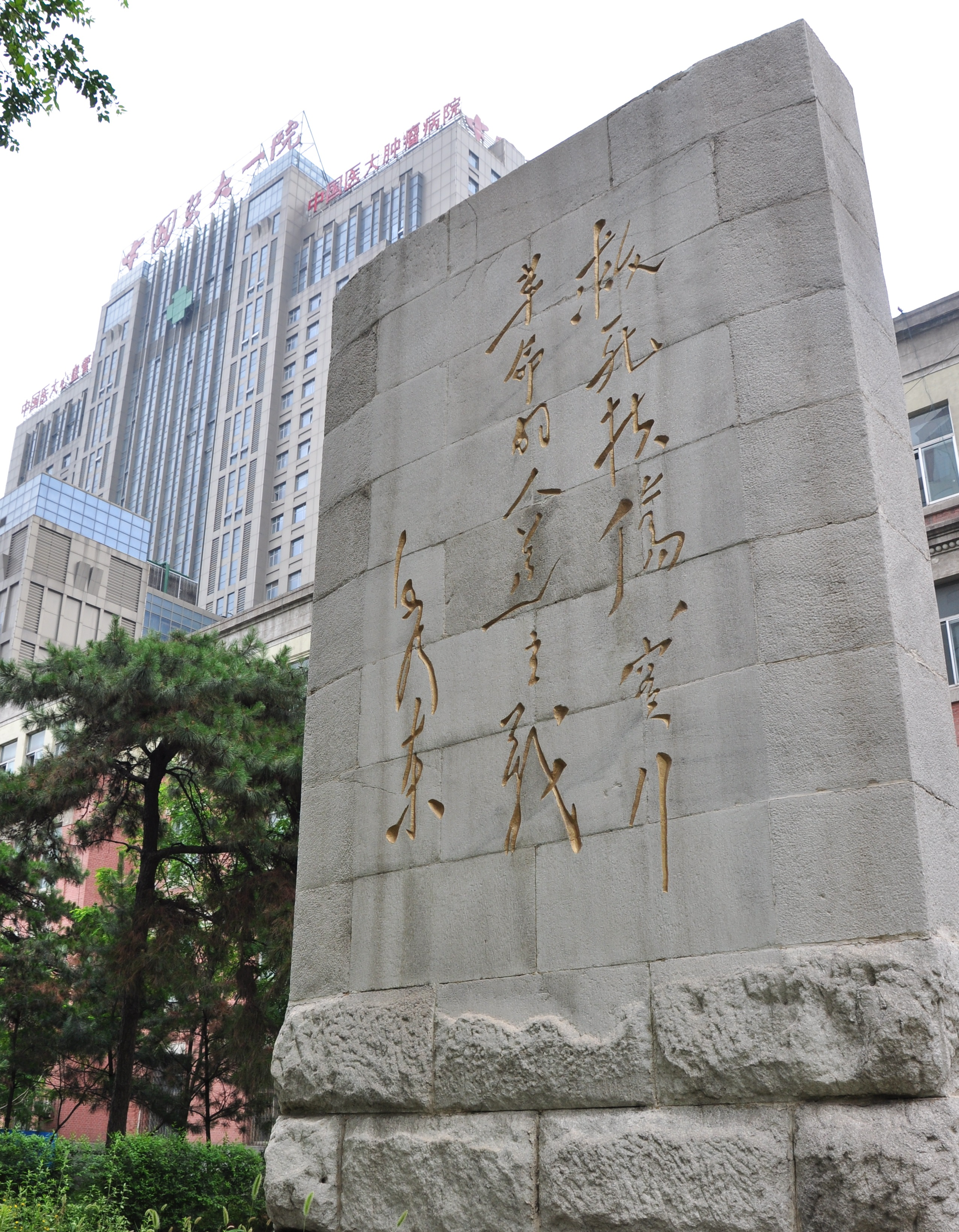
1941年7月，毛泽东为中国医科大学14期毕业生题词“救死扶伤，实行革命的人道主义

- 1942年1月从中国医科大学分出的药科，成立药科学校（即后来的沈阳药科大学）
- 1946年7月中旬由延安迁来的医科大学和白求恩学校三百余师生，在王斌校长和阙耀华主任的带领下到达黑龙江兴山（现鹤岗市）.1946年8月15日正式合并了已经到兴山的东北军医大学（前身为哈尔滨陆军军医学校、新京医科大学、通化医学院）。 王斌任校长，李宽和任政治委员，李亭植任副校长，薛公绰、季仲孚、陈应谦任教育长。建校方针是“一切为了战争的需要，一切为了伤病员，培养出政治坚定、技术精良的医务干部”。校部下设三个处：政治处耀华任主任，李玉堂任副主任：教务处王一任主任，下设教务、教材两个科；校务处由永久任处长，办事员有张真等。学校还有一个附属医院，院长由陈应谦兼任，政治委员胡辉（后为高浩之）、副政委胡继之、政治处主任王克亭。医院辖四个医疗所，每个可容纳伤病员四百余人。第一期安排8个月为速成教学班，以便尽快培养出才。
- 1947年1月 中国医科大学合并东北大学医学院和部分哈尔滨医科大学。
- 1947年秋天，扶余、大赉、白城子、通辽等地发生鼠疫，组织了200余人的防疫队奔赴疫区，经两个多月的日夜奋战，扑灭了疫情。
- 1947年10月，在吉林龙井成立了一分校：1948年3月，在哈尔滨成立了第二分校：1948年4月，在通化的辽东军区医专划归为第三分校；1948年5月，在平谷的冀热辽边区卫生学校划归为四分校。
- 1948年11月 中共占领东北全境，中国医科大学主体进驻沈阳，先后合并了国立沈阳医学院（前身为满州医科大学）和私立辽宁医学院（前身为盛京医科大学）。第一、第二分校合并为现哈尔滨医科大学，第三分校合并到总校；第四分校组建为现承德医学院。
- 1949年5月，遵照东北军区、东北行政委员会命令，中国医科大学由东北军区划归东北行政委员会领导。任命东北行政委员会卫生部部长王斌兼任校长，卫生部副部长白希清兼任副校长，陈应谦、阙森华任副校长，并成立校长办公室。学校设基础一院、基础二院、内科学院、外科学院、牙科学院、公共卫生学院、妇婴学院等8个学院。
- 1949年7月 东北药学院并入中国医科大学，成立中国医科大学药学院
- 从创办到新中国成立，共招生41期，为部队培养了各类医务人员3350名（卫校时期毕业学员13期）。
- 1950年10月，抗美援朝战争爆发，学校部分师生组成手术队和担架队，并在黑龙江省北安县成立北安医院，承担抗美援朝伤员的救护工作。
- 1952年10月 中国医科大学药学院改名为东北药学院（现沈阳药科大学），脱离中国医科大学建制
- 1954年8月 中国医科大学划归卫生部领导
- 1955年7月 哈尔滨医科大学儿科学系并入中国医科大学
- 1956年9月 中国医科大学改名为沈阳医学院
- 1978年3月 恢复中国医科大学校名

- 2000年 由辽宁省政府和国家卫生部共建

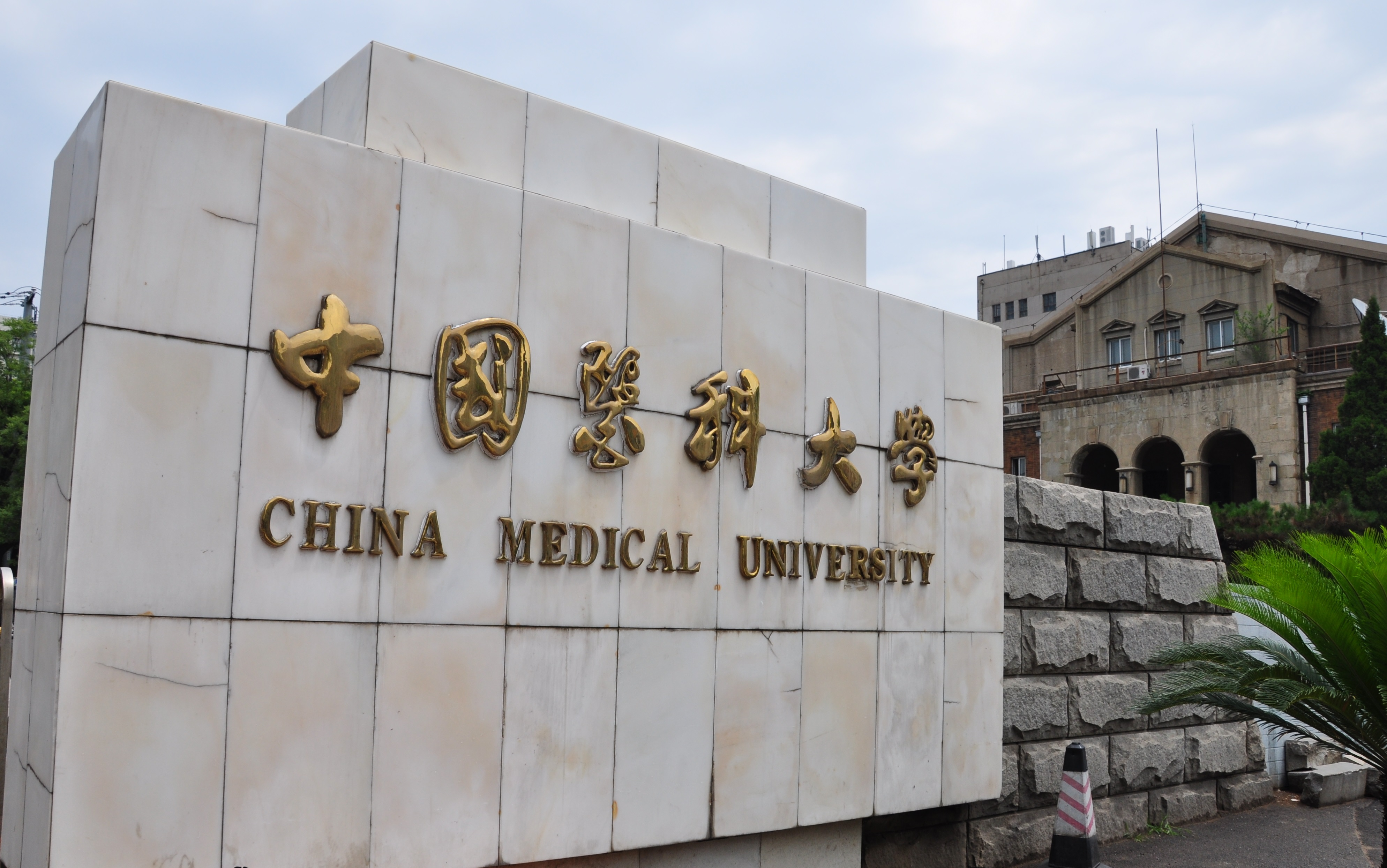
郭沫若题写校名

- 2013年9月 中国医科大学沈北新校区正式启用
- 2015年12月 成为辽宁省人民政府、国家卫生和计划生育委员会、教育部共建高校[1]
- 2020年7月16日，经中华人民共和国教育部批准，中国医科大学管理的独立学院中国医科大学临床医药学院撤销建制、停止办学[2]。

## 院系部门
- 中国医科大学研究生院
- 中国医科大学基础医学院
- 中国医科大学公共卫生学院
- 中国医科大学法医学院
- 中国医科大学护理学院
- 中国医科大学药学院
- 中国医科大学-贝尔法斯特女王大学联合学院
- 中国医科大学第一临床学院
- 中国医科大学第二临床学院
- 中国医科大学第四临床学院
- 中国医科大学口腔医学院
- 中国医科大学应用技术学院
- 中国医科大学国际教育学院
- 中国医科大学人文社科学院（马克思主义学院）
- 中国医科大学理工学部
- 中国医科大学网络教育学院
- 中国医科大学继续教育（成人教育）学院
- 中国医科大学实验动物部
- 中国医科大学实验技术中心
- 中国医科大学医学教育研究中心
- 中国医科大学医学教育技术中心
- 中国医科大学生物医学工程技术研发中心（泗水科技城）
- 中国医科大学生物医药研究院（沈溪新城）
- 中国实用医学杂志社
- 卫生部中国医科大学外语培训中心
- 卫生部中国乡村医生培训中心
- 辽宁省全科医学教育中心
- 中国医科大学北京分校
- 中国医科大学航空总医院
- 中国医科大学绍兴医院（绍兴县中心医院）
- 中国医科大学北京顺义医院（北京市顺义区医院）
- 中国医科大学辽阳中心医院（辽阳市中心医院）
- 中国医科大学深圳儿童医院（深圳市儿童医院）
- 中国医科大学第五临床学院（本钢总医院）
- 中国医科大学第六临床学院（鞍山市中心医院）
- 中国医科大学第七临床学院（抚顺矿业集团总医院）
- 中国医科大学第八临床学院（鞍钢铁东医院）
- 中国医科大学第九临床学院（本溪市中心医院）
- 中国医科大学第十临床学院（阜新矿业集团总医院）
- 中国医科大学四平中心医院（四平市中心人民医院）

## 重点实验室及学科
教育部重点实验室
- 医学细胞生物学重点实验室

卫生部重点实验室
- 医学细胞生物学重点实验室
- 免疫皮肤病学重点实验室
- 小儿先天畸形重点实验室
- 艾滋病免疫学重点实验室

国家重点学科
- 内科学（呼吸系统）
- 内科学（内分泌与代谢病）
- 皮肤病与性病学
- 外科学（普通外科）
- 劳动卫生与环境卫生学

国家重点（培育）学科
- 影像医学与核医学

## 著名校友
- 马晓伟 卫健委主任
- 江一真 前卫生部部长兼党组书记
- 傅连暲 前卫生部副部长、前中华医学会会长
- 王斌   前卫生部副部长、前卫生部顾问
- 黄树则 前卫生部副部长
- 崔义田 前卫生部副部长、前对外文化友好协会副会长、中华医学会副会长
- 郭子恒 前卫生部副部长、前北京积水潭医院党委书记、前中国医疗卫生器材进出口公司董事长、前中华医学会副会长、前中国卫生经济学会会长
- 顾英奇 前卫生部副部长、中央警卫团中南海门诊部副主任、总参谋部警卫局保健处处长、中国康复医学会会长、中国农村卫生协会会长
- 贺诚   前卫生部党组书记、中国人民政治协商会议第四、五届常委、中国共产党第十一届中央委员
- 耿德章 前卫生部副部长、原卫生部保健局局长、原中央保健委员会副主任、前北京医院院长、中国康复医学会会长
- 王立忠 前中国红十字会常务副会长、党组书记、前中国红十字基金会理事长
- 佟志武 辽宁省人大常委会副主任
- 滕卫平 辽宁省副省长
- 姜潮   前辽宁省卫生厅厅长
- 王大南 辽宁省卫生厅厅长
- 徐延豪 中国科协常委、中国科技馆馆长
- 吴英恺 中国科学院院士、前北京安贞医院院长
- 李朝义 中国科学院院士
- 刘玉清 中国工程院院士
- 韩德民 中国工程院院士、前北京同仁医院院长
- 吴咸中 中国工程院院士
- 于维汉 中国工程院院士
- 陈洪铎 中国工程院院士
- 高守一 中国工程院院士
- 徐洵   中国工程院院士
- 王正国 中国工程院院士
- 吴天一 中国工程院院士
- 姚新生 中国工程院院士
- 周后元 中国工程院院士
- 丁健   中国工程院院士、中国科学院上海药物研究所所长
- 尚红   中国工程院院士、第十一、十二届全国政协委员
- 郭启勇 第十二届全国人大代表

## 国家级学术期刊
- 《中国医科大学学报》
- 《解剖科学进展》
- 《中国实用内科杂志》
- 《中国实用外科杂志》
- 《中国实用妇科与产科杂志》
- 《中国实用口腔科杂志》
- 《中国实用儿科杂志》
- 《中国实用眼科杂志》
- 《中国卫生统计》
- 《国外医学儿科分册》
- 《中国临床医学影像》